# Imperador da Índia

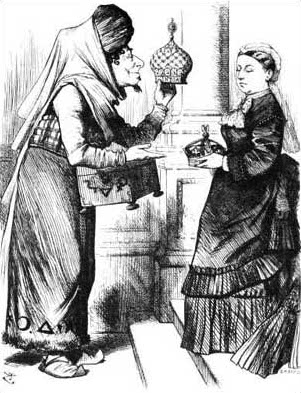
New Crowns for Old Ones retrata Benjamin Disraeli como Abanazer da pantomima versão de Aladdin oferecendo a Vitória uma Coroa Imperial em troca de uma coroa real.

Imperador da Índia ou Imperatriz da Índia foi um título dado à rainha Vitória do Reino Unido, em 1876 e usado pelos monarcas britânicos de 1 de maio de 1876 (por força da Lei dos Títulos Monárquicos de 1876) a 22 de junho de 1948. O título foi criado dezenove anos depois da formal incorporação ao Império Britânico das possessões e protetorados do Reino Unido na Índia subcontinental, comprometendo atualmente a Índia, o Paquistão, Bangladesh e Birmânia (a última no entanto se tornaria uma colônia separada em 1937). É dito que o desejo de Vitória por tal título foi motivado pela inveja que a rainha sentia pelos títulos imperiais de seus primos distantes, como Guilherme I da Alemanha e Alexandre II da Rússia. Foi reconhecido o mérito do primeiro-ministro Benjamin Disraeli por ter criado o título para Vitória. O título também foi criado quando ficou claro que a filha da rainha Vitória, Vitória, Princesa Real, se tornaria uma imperatriz com a ascensão de seu marido ao trono imperial alemão (ver Império Alemão e Casa von Hohenzollern).
Quando Vitória morreu, em 1901, seu filho Eduardo VII ascendeu ao trono, seu título tornou Imperador da Índia. O título existiu até à independência da Índia e do Paquistão do Reino Unido à meia-noite de 14 para 15 de setembro de 1947. O título não foi formalmente abandonado pelo sucessor de Eduardo VIII, Jorge VI, até 1948.
Quando assinavam seus nomes para compromissos na Índia, um Rei-Imperador ou uma Rainha-Imperatriz reinante usavam as iniciais R I (Rex/Regina Imperator/Imperatrix) ou a abreviação Ind. Imp. (Indiae Imperator/Imperatrix) depois de seus nomes (enquanto que a única rainha-imperatriz reinante, Vitória, usava as iniciais R I, as três consortes dos Reis-Imperadores simplesmente utilizavam R). Isso também foi usado em muitas moedas britânicas, incluindo em algumas moedas de Jorge VI de 1948.
Quando um monarca homem detinha o título, sua rainha consorte assumia o título "Rainha-Imperatriz", mas diferentemente da rainha Vitória, elas não eram monarcas reinantes mas consortes destes. À rainha Vitória era atribuído o título de "Rainha-imperatriz".
O termo "Imperador da Índia" também foi usado para se referir a monarcas indianos, como o imperador Asoka da dinastia Máuria e imperador Akbar do Império Mogol. Por exemplo, o imperador Asoka usou a palavra Samrat como seu título, que significa "imperador" em sânscrito e outras línguas indianas. O título também foi usado em 1857 pelo último imperador mogol Bahadur II, no contexto da Rebelião Indiana de 1857 (ou Revolta dos Sipais), até ser capturado pelos ingleses.
Embora a dinastia Mogol tenha dominado a maior parte do subcontinente indiano do século XVI em diante, eles simplesmente utilizavam o título de Badishah (Badishah ou Badshah significa "Grande Rei" ou "Rei dos Reis", um pouco próximo do título de imperador) sem designação geográfica.
Durante a Revolta dos Sipaios, os sipaios rebeldes capturaram Deli e proclamaram o imperador mogol Bahadur II como Badishah-e-Hind, ou "Imperador da Índia". Ele tinha pouco ou nenhum controle sobre a rebelião. Os britânicos esmagaram a rebelião, capturaram Bahadur e o exilaram em Rangum, Birmânia em 1858, o que levou a dinastia Mogol ao fim, e o título deixou de existir após sua morte em 1862.
Após a Companhia Britânica das Índias Orientais depor o imperador Mogol, e depois do governo britânico dissolver a companhia em 1874, à rainha Vitória foi dado o título de "Imperatriz da Índia" (ou Kaiser-i-Hind, uma forma cunhada pelo orientalista GW Leitner em uma tentativa deliberada para dissociar o domínio imperial britânico das dinastias anteriores) pelo Ato de Títulos Reais de 1876, de 1 de maio de 1876. O novo título foi proclamado no Delhi Durbar de 1877. 

## Imperadores e imperatrizes da Índia
| Imperador                                                   | Imagem                 | Nascimento             | Morte                  | Durbar Imperial        | Casa real                                         |
| ----------------------------------------------------------- | ---------------------- | ---------------------- | ---------------------- | ---------------------- | ------------------------------------------------- |
| Vitória 1 de janeiro de 1877 — 22 de janeiro de 1901        | Vitória do Reino Unido | 24 de maio de 1819     | 22 de janeiro de 1901  | 1 de janeiro de 1877   | Hanôver                                           |
| Eduardo VII 22 de janeiro de 1901 — 6 de maio de 1910       |                        | 9 de novembro de 1841  | 6 de maio de 1910      | 1 de janeiro de 1903   | Saxe-Coburgo-Gota                                 |
| Jorge V 6 de maio de 1910 — 20 de janeiro de 1936           |                        | 3 de junho de 1865     | 20 de janeiro de 1936  | 12 de dezembro de 1911 | Saxe-Coburgo-Gota (1910–1917) Windsor (1917–1936) |
| Eduardo VIII 20 de janeiro de 1936 — 11 de dezembro de 1936 |                        | 23 de junho de 1894    | 28 de maio de 1972     | —                      | Windsor                                           |
| Jorge VI 11 de dezembro de 1936 — 15 de agosto de 1947      |                        | 14 de dezembro de 1895 | 6 de fevereiro de 1952 | —                      | Windsor                                           |

As consortes reais mulheres também eram chamadas Rainha-Imperatriz. A única exceção é com o príncipe Albert, que recebeu o título de "Consorte Imperial Indiano". Abaixo a lista de rainhas-imperatrizes consortes:
- Principe Consorte Imperial Albert (esposo de Vitória )
- Rainha-imperatriz Alexandra (esposa de Eduardo VII)
- Rainha-imperatriz Maria (esposa de Jorge V)
- Rainha-imperatriz Isabel (esposa de Jorge VI)

## Rei da Índia e do Paquistão
Jorge VI continuou a reinar como Rei da Índia por dois anos durante os curtos generalatos-gerais de Louis Mountbatten, o 1° Conde Mountbatten da Birmânia, e de Chakravarthi Rajagopalachari, até que a Índia se tornou uma república em 26 de janeiro de 1950. Jorge VI manteve-se como Rei do Reino Unido e Rei do Paquistão até sua morte em 1952. O Paquistão tornou-se uma república em 23 de março de 1956, fazendo de Isabel II, a então Rainha do Reino Unido, também Rainha do Paquistão por quatro anos.